# Nyodes prasinodes
Nyodes prasinodes là một loài bướm đêm trong họ Noctuidae.